# Петров, Александр Сергеевич
Алекса́ндр Серге́евич Петро́в (13 марта 1922, д. Рытое, Смоленская губерния — 2 июня 1973, Люберцы) — советский футболист, защитник. Выступал за московские клубы «Динамо» и «Локомотив».

## Карьера
Начинал карьеру в 1945 году в «Динамо». Дебютировал за «бело-голубых» 20 мая в матче 2-го тура против «Спартака». В первом же сезоне стал чемпионом СССР. С 1946 по 1948 год он трижды становился серебряным призёром чемпионата. По итогам последнего сезона он был включён в список 33 лучших футболистов под № 2. В 1949 он вновь стал чемпионом, а через год завоевал с клубом серебряную медаль. Также за время выступлений за команду Петров стал трёхкратным финалистом Кубка страны: в финалах 1945, 1949 и 1950 годов «Динамо» уступало ЦДКА, «Торпедо» и «Спартаку».
Всего за «Динамо» сыграл 139 игр в чемпионате, 15 матчей в Кубке и 6 международных матчей. В 1952 году ушёл в «Локомотив». За год сыграл 7 матчей и по окончании сезона завершил карьеру.

## Достижения

### Командные
«Динамо»
- Чемпион СССР (2): 1945, 1949

### Личные
- В списке 33 лучших футболистов сезона в СССР: № 2 (1948)